# 心宿二微中子觀測站

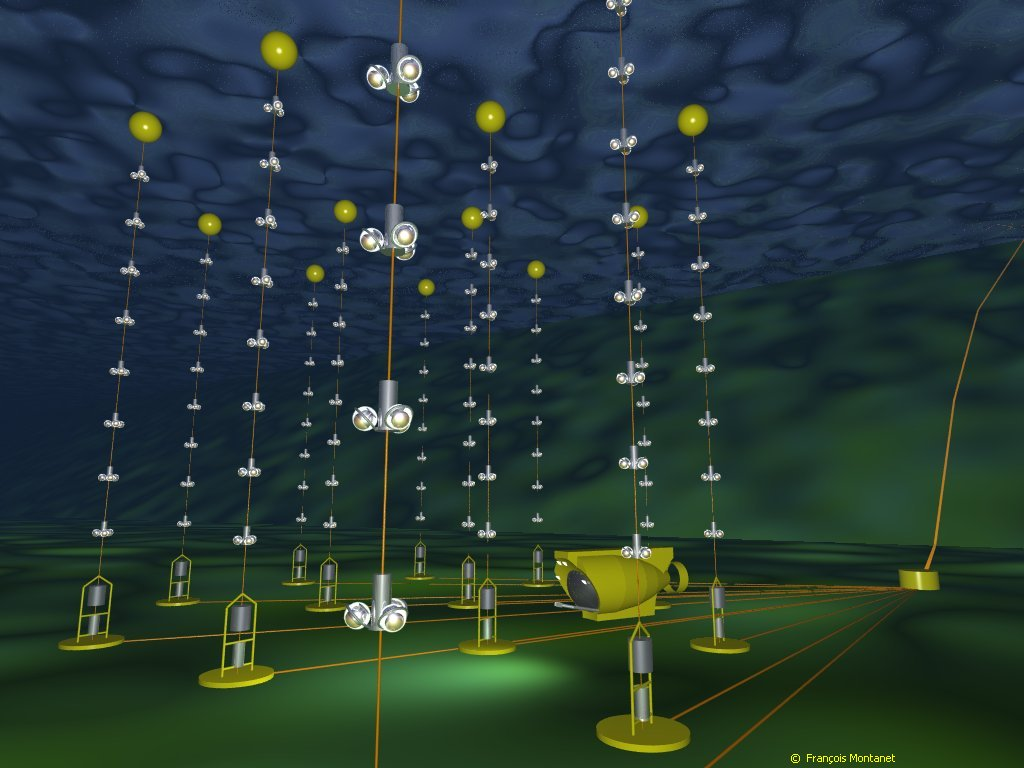
藝術家對心宿二微中子觀測站和微中子的描繪。

心宿二微中子觀測站（Astronomy with a Neutrino Telescope and Abyss environmental RESearch project）是法國土倫海岸地中海下方2.5公里處的微中子探測器。心宿二微中子觀測站設計用作定向微中子望遠鏡，定位和觀察來自南半球方向的宇宙起源微中子通量，作為探測來自兩個半球的微中子的南極中微子探測器IceCube的補充。
心宿二微中子觀測站是歐洲核子研究中心公認的實驗（RE6）。其他設計用於附近區域的微中子望遠鏡包括希臘的NESTOR望遠鏡和義大利的NEMO望遠鏡，都處於早期設計階段。經過16年的連續運行，心宿二微中子觀測站的資料採集於2022年2月完成。